# Lill-Siksjön
Lill-Siksjön är en sjö i Vilhelmina kommun i Lappland och ingår i Ångermanälvens huvudavrinningsområde. Sjön har en area på 0,591 kvadratkilometer och ligger 406 meter över havet.

## Delavrinningsområde
Lill-Siksjön ingår i det delavrinningsområde (716470-156125) som SMHI kallar för Utloppet av Siksjön. Medelhöjden är 419 meter över havet och ytan är 19,97 kvadratkilometer. Det finns inga avrinningsområden uppströms utan avrinningsområdet är högsta punkten. Siksjöbäcken som avvattnar avrinningsområdet har biflödesordning 4, vilket innebär att vattnet flödar genom totalt 4 vattendrag innan det når havet efter 312 kilometer. Avrinningsområdet består mestadels av skog (55 procent) och sankmarker (27 procent). Avrinningsområdet har 3,29 kvadratkilometer vattenytor vilket ger det en sjöprocent på 16,4 procent.